# Hans Bluntschli

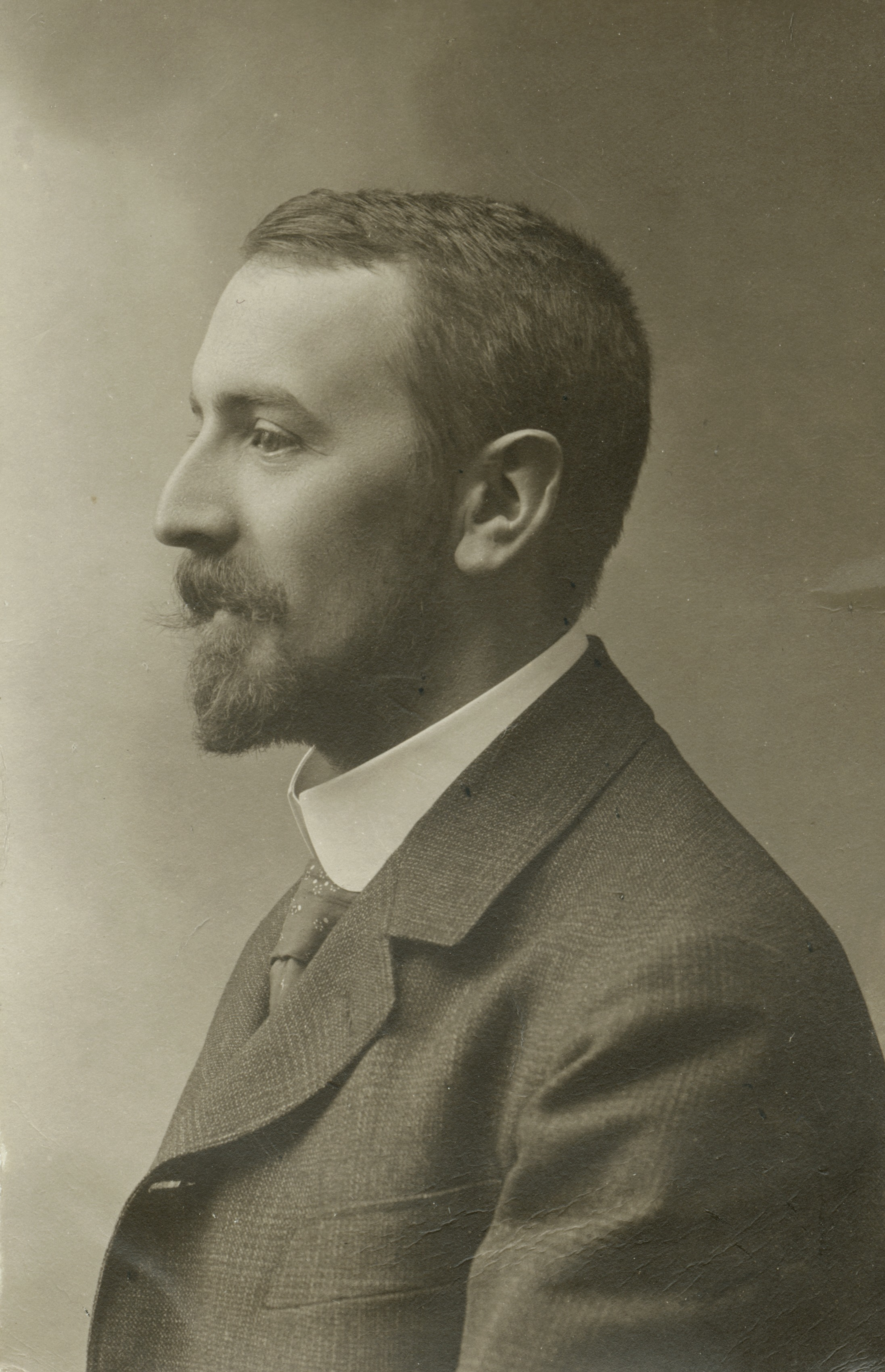
Hans Bluntschli

Bluntschli als Heidelberger Wingolfit, 1904

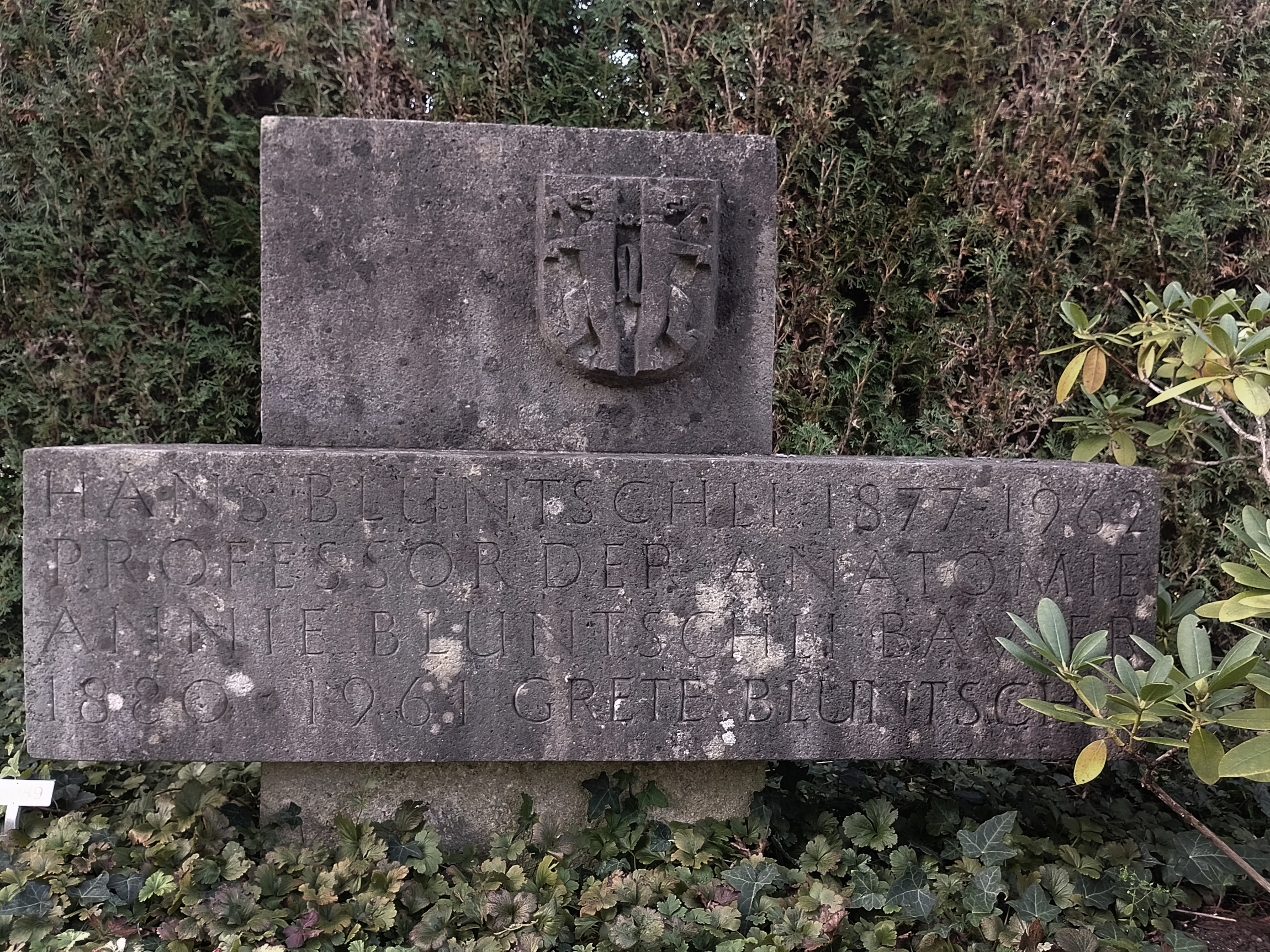
Grab, Friedhof Rehalp, Zürich.

Hans Georg Hermann Bluntschli (* 19. Februar 1877 in Frankfurt am Main; † 13. Juli 1962 in Bern, reformiert, heimatberechtigt in Zürich) war ein Schweizer Anatom.

## Leben
Hans Bluntschli, Sohn des Alfred Friedrich Bluntschli, nahm nach der Matura ein Studium der Medizin an den Universitäten Zürich, München, Heidelberg und Leipzig auf, das er 1903 in Heidelberg mit dem Erwerb des akademischen Grades eines Dr. med. abschloss. In der Folge bekleidete Hans Bluntschli Assistenzstellen bei Max Fürbringer am Anatomischen Institut in Heidelberg sowie bei Georg Ruge in Zürich, bevor er sich dort 1906 mit einer vergleichenden Untersuchung der Arterienvarietäten bei Altweltaffen für Anatomie und Entwicklungsgeschichte habilitierte.
Nachdem Hans Bluntschli in Zürich zunächst eine Dozentur, später eine ausserordentliche Professur innehatte, wurde er 1914 als Prosektor und Direktor an das Dr. Senckenbergische Anatomische Institut nach Frankfurt berufen, wo er 1915 zum Titularprofessor, 1919 zum ordentlichen Professor für Anatomie und Entwicklungsgeschichte ernannt wurde. Mit der Machtübernahme der Nationalsozialisten 1933 geriet Bluntschli ins Visier der örtlichen Parteiorgane. Ein Mitarbeiter und rechtsgerichtete Studenten hatten Beschwerden über regimekritische Äußerungen Bluntschlis eingereicht und ihm vorgeworfen, Forschungsgelder veruntreut zu haben. Bluntschli konnte die Vorwürfe zwar zum Teil entkräften, geriet jedoch zunehmend unter Druck und nahm im Oktober 1933 einen Lehrstuhl in Anatomie in Bern an, wodurch er der Entlassung nach dem Gesetz zur Wiederherstellung des Berufsbeamtentums entging. Er blieb am Berner Lehrstuhl bis zu seiner Emeritierung im Jahre 1942.
Der 1949 mit der Ehrendoktorwürde der Universität Frankfurt ausgezeichnete Hans Bluntschli – er heiratete 1906 Anna geborene Bavier aus Chur – verstarb am 13. Juli 1962 im Alter von 85 Jahren in Bern. Seine letzte Ruhestätte fand er auf dem Friedhof Rehalp in Zürich.
Hans Bluntschli – er unternahm Forschungsreisen in das Amazonasgebiet (1912–1913) sowie nach Madagaskar (1931–1932) – betrieb einerseits vergleichend-anatomische Untersuchungen, andererseits verfasste er vergleichende primatologische Studien sowie Beiträge zur Funktionsmorphologie und zur Stammesgeschichte der Neuweltaffen. Er hinterliess umfangreiche primatologische Sammlungen. Sein Nachlass ist im Familienarchiv Bluntschli in der Zentralbibliothek Zürich aufbewahrt. Er war Mitglied der Züricher Freimaurerloge Modestia cum Libertate.

## Schriften
- Die Bedeutung der Leibesübungen für die gesunde Entwickelung des Körpers : anatomische Betrachtungen in gemeinverständlicher Darstellung, Ernst Reinhardt Verlag, 1909
- mit Karl Zeiger: Topographische Anatomie der Gliedmassen in Bildern: Zum Gebrauch im Felde für Studierende u[nd] Aerzte. Ernst Reinhardt Verlag, 1917.
- Anatomie als pädagogische Aufgabe. Carl-Winter-Verlag, Heidelberg 1919.
- Die Dr. Senckenbergische Anatomie der Universität Frankfurt am Main. Rockefeller Foundation, 1925.
- mit Karl Zeiger: Topographische Anatomie des Armes in Bildern. Ernst Reinhardt Verlag, München 1944.
- Vademecum der Extremitätenanatomie. Ernst Reinhardt Verlag, Basel 1945.